# Тартраты

Структурная формула тартрат-аниона

Тартра́ты — группа химических соединений, соли и эфиры винной кислоты с общей формулой {\displaystyle {\ce {O^{-}OC-CH(OH)-CH(OH)-COO^-}}}. Используются в пищевой промышленности в качестве антиоксиданта при производстве напитков, в хлебопечении; для контроля чистоты цветных металлов.

## Биологическая роль
Наряду с витамином С, яблочной, лимонной, молочной кислотами, и, вероятно, гемовым железом, которые по крайней мере восстанавливают {\displaystyle {\ce {Fe^{3+}}}} в {\displaystyle {\ce {Fe^{2+}}}} или же, в случае двухвалентного железа в составе гема, действуют также по невыясненному пока механизму — винная кислота улучшает всасывание железа, происходящее в основном в тонком кишечнике, переносчиком двухвалентных ионов (DMT1) в обмен на два протона.

## Примеры
- Тартрат натрия (пищевая добавка E335)
- Тартрат калия (пищевая добавка E336)
- Калия-натрия тартрат (сегнетова соль) (пищевая добавка E337)
- Тартрат кальция (пищевая добавка E354)
- Стеарилтартрат (пищевая добавка E483)
- Тартрат магния
- Тартрат меди(II)
- Тартрат неодима(III)
- Тартрат олова(II)